# IAI Searcher
Lo IAI Searcher è un UCAV multi-missione sviluppato per la sorveglianza, la ricognizione, l'acquisizione di bersagli a media autonomia ed alte altitudini, progettato dall'azienda israeliana IAI.

## Storia del progetto
Lo sviluppo del Searcher ebbe inizio negli anni ottanta, quando la divisione Malat (inizialmente chiamata Mazlat) della società Israel Aerospace Industries (IAI) inizio ad avviare un progetto per un nuovo UAS che sostituisse i precedenti IAI Pioneer e IAI Scout. Nelle linee generali, il Searcher era simile al precedente Scout, ma era grande quasi più del doppio rispetto ad esso. Fu sviluppato per assolvere a vari tipi di missioni, tra cui ricognizione e sorveglianza, acquisizione di bersagli e valutazione dei danni sul campo di battaglia. La cellula fu assemblata con materiali compositi per ridurne la tracciabilità radar. Per quanto riguarda l'apparato propulsivo, esso è dotato di un motore a cilindri contrapposti a gasolio, 
il tedesco Limbach L550E, capace di erogare una potenza di 37 kW (50 hp). Per quanto riguarda l'elica, questa era un'elica a passo variabile della Born Propeller dotata di 3 pale.
I primi esemplari del Searcher entrarono in servizio e divennero operativi a partire dal 1992, quando i primi esemplari furono consegnati all'Aeronautica militare israeliana.

## Utilizzatori

### Governativi
Canada
- Canadian Security Intelligence Service

### Militari
Azerbaigian
 Cipro
 Corea del Sud
 Ecuador
- Armada del Ecuador

4 Searcher acquistati nel 2009 e consegnati il 26 giugno dello stesso anno.
 India
- Indian Air Force

108 Searcher Mk II in servizio a settembre 2021.
- Indian Navy

 Indonesia
 Israele
- Heyl Ha'Avir

 Russia
- Suchoputnye vojska

Al 2020, in servizio in 90 esemplari prodotti su licenza dall'industria della difesa locale, con il nome Forpost
 Singapore
- Aeronautica militare della Repubblica di Singapore

 Sri Lanka
 Spagna
- Fuerzas Aeromóviles del Ejército de Tierra

4 Searcher MK II-J acquistati il 27 aprile 2007 e ricevuti a dicembre dello stesso anno. Uno dei quattro esemplari è stato perso in Afghanistan a luglio del 2008. Un quinto Seracher MK II-J è stato acquistato a settembre 2009 per rimpiazzare l'esemplare perso in Afghanistan.
 Thailandia